# Uranophora flavomaculata
Uranophora flavomaculata är en fjärilsart som beskrevs av M.Gaede 1926. Uranophora flavomaculata ingår i släktet Uranophora och familjen björnspinnare. Inga underarter finns listade i Catalogue of Life.